# Penedagandor
Penedagandor is een bestuurslaag in het regentschap Oost-Lombok van de provincie West-Nusa Tenggara, Indonesië. Penedagandor telt 4845 inwoners (volkstelling 2010).